# شریوپورت (لوئیزیانا)
شهر شریوپورت (به انگلیسی: Shreveport) سومین شهر بزرگ لوئیزیانا و ۱۱۳ امین شهر بزرگ ایالات متحده آمریکا است. جمعیت آن در سرشماری سال ۲۰۱۰ میلادی، ۱۹۹٬۳۱۱ نفر بوده‌است.

## صنعت فیلم‌سازی
مشوق‌های مالیاتی دولت ایالتی لوئیزیانا باعث شده‌است که این ایالت بعد از کالیفرنیا و نیویورک به سومین قطب بزرگ فیلم‌سازی در آمریکا تبدیل شود، به همین دلیل لوئیزیانا به نام هالیوود جنوبی معروف است. شهر شروپورت هم از این قاعده استثناء نیست و تعدادی از فیلم‌ها در این شهر ساخته شده‌اند.
فهرست برخی از فیلم‌هایی که در شریوپورت ساخته شده‌اند:
- آقای بروکس
- مه
- سال یکم
- دبلیو
- هارولد و کومار فرار از خلیج گوانتانامو
- رانندگی جنون
- نبرد در لس‌آنجلس